# إنقولف داهل
إنقولف داهل (بالإنجليزية: Ingolf Dahl)‏ هو ملحن أمريكي، ولد في 9 يونيو 1912 في هامبورغ في ألمانيا، وتوفي في 6 أغسطس 1970 في Frutigen ‏ في سويسرا.

## وصلات خارجية
- إنقولف داهل على موقع IMDb (الإنجليزية)
- إنقولف داهل على موقع ميوزك برينز (الإنجليزية)
- إنقولف داهل على موقع أول ميوزيك (الإنجليزية)
- إنقولف داهل على موقع ديسكوغز (الإنجليزية)